# Gran Premio del Canada 1992
Il Gran Premio del Canada 1992 si è svolto domenica 14 giugno 1992 sul Circuito di Montréal. La gara è stata vinta da Gerhard Berger su McLaren seguito da Michael Schumacher su Benetton e da Jean Alesi su Ferrari.

## Prima della gara
- La Fondmetal presenta la nuova GR02, portandone un solo esemplare per Tarquini.
- La Andrea Moda Formula si vede costretta a "chiedere in prestito" un propulsore alla Brabham per affrontare le pre-qualifiche (cui prende parte il solo Moreno, che non si qualifica) a causa di un "ritardo nelle consegne" da parte della Judd (forse imputabile, a sua volta, ad un ritardo nei pagamenti da parte della scuderia).

## Qualifiche

### Pre-qualifiche
| Pos                         | No | Pilota           | Costruttore          | Tempo    | Distacco |
| --------------------------- | -- | ---------------- | -------------------- | -------- | -------- |
| 1                           | 9  | Michele Alboreto | Footwork-Mugen-Honda | 1:25.068 | —        |
| 2                           | 29 | Bertrand Gachot  | Venturi-Lamborghini  | 1:25.358 | +0.290   |
| 3                           | 30 | Ukyo Katayama    | Venturi-Lamborghini  | 1:27:309 | +2.241   |
| 4                           | 14 | Andrea Chiesa    | Fondmetal-Ford       | 1:29.562 | +4.494   |
| Vetture non pre-qualificate |    |                  |                      |          |          |
| 5                           | 34 | Roberto Moreno   | Andrea Moda-Judd     | 1:43.557 | +18.489  |

Per la prima volta nella stagione Senna conquista la pole position, battendo di poco meno di un decimo Patrese. Mansell, reduce da sei pole position di fila, è terzo, davanti a Berger, Schumacher e al sorprendente Herbert, sesto con la nuova Lotus 107. Chiudono la top ten Brundle, Alesi, Capelli e Häkkinen.

### Classifica
| Pos                     | No | Pilota               | Costruttore                     | Tempo    | Distacco |
| ----------------------- | -- | -------------------- | ------------------------------- | -------- | -------- |
| 1                       | 1  | Ayrton Senna         | McLaren - Honda                 | 1:19.775 |          |
| 2                       | 6  | Riccardo Patrese     | Williams - Renault              | 1:19.872 | +0.097   |
| 3                       | 5  | Nigel Mansell        | Williams - Renault              | 1:19.948 | +0.173   |
| 4                       | 2  | Gerhard Berger       | McLaren - Honda                 | 1:20.145 | +0.370   |
| 5                       | 19 | Michael Schumacher   | Benetton - Ford                 | 1:20.456 | +0.681   |
| 6                       | 12 | Johnny Herbert       | Lotus - Ford                    | 1:21.645 | +1.870   |
| 7                       | 20 | Martin Brundle       | Benetton - Ford                 | 1:21.738 | +1.963   |
| 8                       | 27 | Jean Alesi           | Ferrari                         | 1:21.777 | +2.002   |
| 9                       | 28 | Ivan Capelli         | Ferrari                         | 1:22.297 | +2.522   |
| 10                      | 11 | Mika Häkkinen        | Lotus - Ford                    | 1:22.360 | +2.585   |
| 11                      | 30 | Ukyo Katayama        | Venturi Larrousse - Lamborghini | 1:22.510 | +2.735   |
| 12                      | 16 | Karl Wendlinger      | March - Ilmor                   | 1:22.566 | +2.791   |
| 13                      | 24 | Gianni Morbidelli    | Minardi - Lamborghini           | 1:22.594 | +2.829   |
| 14                      | 4  | Andrea De Cesaris    | Tyrrell - Ilmor                 | 1:22.635 | +2.860   |
| 15                      | 22 | Pierluigi Martini    | Scuderia Italia - Ferrari       | 1:22.850 | +3.075   |
| 16                      | 9  | Michele Alboreto     | Footwork - Mugen-Honda          | 1:22.878 | +3.103   |
| 17                      | 32 | Stefano Modena       | Jordan - Yamaha                 | 1:23.023 | +3.248   |
| 18                      | 15 | Gabriele Tarquini    | Fondmetal - Ford                | 1:23.063 | +3.288   |
| 19                      | 29 | Bertrand Gachot      | Venturi Larrousse - Lamborghini | 1:23.138 | +3.363   |
| 20                      | 17 | Paul Belmondo        | March - Ilmor                   | 1:23.189 | +3.414   |
| 21                      | 25 | Thierry Boutsen      | Ligier - Renault                | 1:23.203 | +3.428   |
| 22                      | 26 | Érik Comas           | Ligier - Renault                | 1:23.212 | +3.437   |
| 23                      | 21 | Jyrki Järvilehto     | Scuderia Italia - Ferrari       | 1:23.249 | +3.474   |
| 24                      | 33 | Maurício Gugelmin    | Jordan - Yamaha                 | 1:23.431 | +3.656   |
| 25                      | 23 | Christian Fittipaldi | Minardi - Lamborghini           | 1:23.433 | +3.658   |
| 26                      | 3  | Olivier Grouillard   | Tyrrell - Ilmor                 | 1:23.469 | +3.694   |
| Vetture non qualificate |    |                      |                                 |          |          |
| NQ                      | 10 | Aguri Suzuki         | Footwork - Mugen-Honda          | 1:23.721 | +3.946   |
| NQ                      | 7  | Eric van de Poele    | Brabham - Judd                  | 1:24.499 | +4.724   |
| NQ                      | 14 | Andrea Chiesa        | Fondmetal - Ford                | 1:25.044 | +5.269   |
| NQ                      | 8  | Damon Hill           | Brabham - Judd                  | 1:25.812 | +6.037   |

## Gara
Al via Senna mantiene il comando della corsa, seguito da Mansell, Patrese, Berger, Schumacher, Brundle, Herbert e Häkkinen. Nei primi giri non ci sono cambiamenti nelle prime posizioni, mentre a centro gruppo Gachot tampona il compagno di squadra Katayama; entrambi i piloti della Larrousse proseguono, ma Gachot sarà squalificato più tardi per essere stato aiutato a ripartire dopo un altro incidente.
Al 15º giro Mansell prova un attacco a Senna all'ultima chicane, ma arriva con una velocità eccessiva e finisce per insabbiarsi. Senna continua indisturbato, mentre alle sue spalle Berger approfitta della confusione per sopravanzare Patrese. Non ci sono altri cambi di posizione (con l'eccezione del ritiro delle due Lotus per problemi al cambio) fino al 38º passaggio, quando Senna è costretto al ritiro per problemi elettrici. Poche tornate più tardi anche Patrese e Brundle (che aveva superato il compagno di squadra, portandosi in terza posizione) devono abbandonare a causa di rotture meccaniche; Berger passa così al comando davanti a Schumacher e Alesi. I tre concludono in quest'ordine, seguiti da Wendlinger (che porta i primi punti alla March), De Cesaris e Comas, che riporta a punti la Ligier dopo tre anni (l'ultimo a riuscire nell'impresa è stato Olivier Grouillard al Gran Premio di Francia 1989). Sfortunata la gara di Katayama, che si ritira a pochi giri dal termine mentre occupa la quinta posizione.

### Classifica
| Pos      | N. | Pilota               | Costruttore/Motore              | Giri | Tempo/Ritiro                | Griglia | Punti |
| -------- | -- | -------------------- | ------------------------------- | ---- | --------------------------- | ------- | ----- |
| 1        | 2  | Gerhard Berger       | McLaren - Honda                 | 69   | 1:37'08.299                 | 4       | 10    |
| 2        | 19 | Michael Schumacher   | Benetton - Ford                 | 69   | +12.401                     | 5       | 6     |
| 3        | 27 | Jean Alesi           | Ferrari                         | 69   | +1'07.327                   | 8       | 4     |
| 4        | 16 | Karl Wendlinger      | March - Ilmor                   | 68   | +1 giro                     | 12      | 3     |
| 5        | 4  | Andrea De Cesaris    | Tyrrell - Ilmor                 | 68   | +1 giro                     | 14      | 2     |
| 6        | 26 | Érik Comas           | Ligier - Renault                | 68   | +1 giro                     | 22      | 1     |
| 7        | 9  | Michele Alboreto     | Footwork - Mugen-Honda          | 68   | +1 giro                     | 16      |       |
| 8        | 22 | Pierluigi Martini    | Scuderia Italia - Ferrari       | 68   | +1 giro                     | 15      |       |
| 9        | 21 | Jyrki Järvilehto     | Scuderia Italia - Ferrari       | 68   | +1 giro                     | 23      |       |
| 10       | 25 | Thierry Boutsen      | Ligier - Renault                | 67   | +2 giri                     | 21      |       |
| 11       | 24 | Gianni Morbidelli    | Minardi - Lamborghini           | 67   | +2 giri                     | 13      |       |
| 12       | 3  | Olivier Grouillard   | Tyrrell - Ilmor                 | 67   | +2 giri                     | 26      |       |
| 13       | 23 | Christian Fittipaldi | Minardi - Lamborghini           | 65   | +4 giri                     | 25      |       |
| 14       | 17 | Paul Belmondo        | March - Ilmor                   | 64   | +5 giri                     | 20      |       |
| Ritirato | 30 | Ukyo Katayama        | Venturi Larrousse - Lamborghini | 61   | Motore                      | 11      |       |
| Ritirato | 20 | Martin Brundle       | Benetton - Ford                 | 45   | Trasmissione                | 7       |       |
| Ritirato | 6  | Riccardo Patrese     | Williams - Renault              | 43   | Cambio                      | 2       |       |
| Ritirato | 1  | Ayrton Senna         | McLaren - Honda                 | 37   | Elettrico                   | 1       |       |
| Ritirato | 32 | Stefano Modena       | Jordan - Yamaha                 | 36   | Trasmissione                | 17      |       |
| Ritirato | 11 | Mika Häkkinen        | Lotus - Ford                    | 35   | Cambio                      | 10      |       |
| Ritirato | 12 | Johnny Herbert       | Lotus - Ford                    | 34   | Frizione                    | 6       |       |
| Ritirato | 28 | Ivan Capelli         | Ferrari                         | 18   | Cedimento barra di torsione | 9       |       |
| Ritirato | 5  | Nigel Mansell        | Williams - Renault              | 14   | Testacoda                   | 5       |       |
| Ritirato | 33 | Maurício Gugelmin    | Jordan - Yamaha                 | 14   | Trasmissione                | 24      |       |
| DSQ      | 29 | Bertrand Gachot      | Venturi Larrousse - Lamborghini | 14   | Squalificato                | 19      |       |
| Ritirato | 15 | Gabriele Tarquini    | Fondmetal - Ford                | 0    | Trasmissione                | 11      |       |
| NQ       | 10 | Aguri Suzuki         | Footwork - Mugen-Honda          |      |                             |         |       |
| NQ       | 7  | Eric van de Poele    | Brabham - Judd                  |      |                             |         |       |
| NQ       | 14 | Andrea Chiesa        | Fondmetal - Ford                |      |                             |         |       |
| NQ       | 8  | Damon Hill           | Brabham - Judd                  |      |                             |         |       |
| NQ       | 34 | Roberto Moreno       | Moda - Judd                     |      |                             |         |       |

## Classifiche Mondiali

### Piloti
| Pos. | Pilota             | Punti |
| ---- | ------------------ | ----- |
| 1    | Nigel Mansell      | 56    |
| 2    | Riccardo Patrese   | 28    |
| 3    | Michael Schumacher | 26    |
| 4    | Ayrton Senna       | 18    |
| 4    | Gerhard Berger     | 18    |
| 6    | Jean Alesi         | 11    |
| 7    | Martin Brundle     | 5     |
| 7    | Michele Alboreto   | 5     |
| 9    | Andrea De Cesaris  | 4     |
| 10   | Karl Wendlinger    | 3     |
| 11   | Ivan Capelli       | 2     |
| 11   | Pierluigi Martini  | 2     |
| 13   | Johnny Herbert     | 1     |
| 13   | Mika Häkkinen      | 1     |
| 13   | Bertrand Gachot    | 1     |
| 13   | Érik Comas         | 1     |

### Costruttori
| Pos. | Team                            | Punti |
| ---- | ------------------------------- | ----- |
| 1    | Williams - Renault              | 84    |
| 2    | McLaren - Honda                 | 36    |
| 3    | Benetton - Ford                 | 31    |
| 4    | Ferrari                         | 13    |
| 5    | Footwork - Mugen-Honda          | 5     |
| 6    | Tyrrell - Ilmor                 | 4     |
| 7    | March - Ilmor                   | 3     |
| 8    | Lotus - Ford                    | 2     |
| 8    | Scuderia Italia - Ferrari       | 2     |
| 10   | Venturi Larrousse - Lamborghini | 1     |
| 10   | Ligier - Renault                | 1     |

## Fonti
- The Official Formula 1 Website, su formula1.com. URL consultato il 19 giugno 2009.
- Teamdan.org, su silhouet.com. URL consultato il 19 giugno 2009.
- Grandprix.com. URL consultato il 19 giugno 2009.
- GpUpdate.com [collegamento interrotto], su f1.gpupdate.net. URL consultato il 19 giugno 2009.